# Maria Cosway
Maria Cosway, nata Maria Luisa Caterina Cecilia Hadfield (Firenze, 11 giugno 1760 – Lodi, 5 gennaio 1838), è stata un'artista e educatrice italiana, che, dopo aver sposato un artista inglese, operò in Inghilterra, Francia e infine in Italia, ove morì.
Ebbe una relazione sentimentale con il futuro presidente degli Stati Uniti Thomas Jefferson nel 1786.

## Biografia

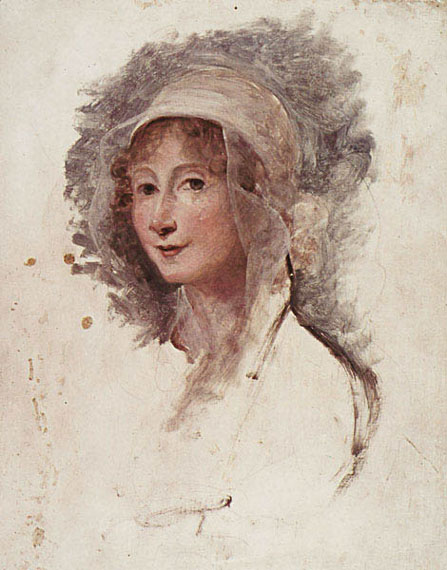
Ritratto di Giulia Beccaria, di Maria Cosway, eseguito a Parigi e conservato nella Biblioteca Nazionale Braidense

Nacque a Firenze da padre inglese e madre italiana. Gli Hadfields gestivano tre note locande in Toscana, frequentate dagli aristocratici britannici durante il Grand Tour Maria aveva numerosi fratelli e sorelle. Quattro di essi furono vittime di una bambinaia malata di mente, che agiva nella convinzione di spalancare loro le porte del Paradiso. L'assassina, catturata dopo che per caso la si sentì dire che avrebbe ucciso anche Maria, fu condannata all'ergastolo. Maria, i fratelli Richard e George e le sorelle Elisabetta (Bettina) e Charlotte furono i sopravvissuti. Il fratello George Hadfield divenne poi architetto e incisore ed è noto per aver progettato numerosi edifici di stampo neoclassico come Arlington House in Virginia. 
Pur di famiglia protestante, la giovane Maria venne indirizzata a studi cattolici presso il monastero della Visitazione dove spiccò nello studio della musica e della pittura. Imparò presto a suonare l’arpa, l’organo e l’arpicordo. Mentre era ancora a Firenze, Maria Hadfield fu copista agli Uffizi e studiò arte con Violante Cerroti e Johann Zoffany, invitato dalla regina Carlotta nella città. Per assecondare la vocazione per la pittura della giovane, il padre decise di mandarla a Roma a studiare arte dove si fermò per due anni. Qui si formò con Pompeo Batoni e conobbe tra gli altri Anton Raphael Mengs, Henry Fuseli e Joseph Wright of Derby. Tornata a Firenze dalla famiglia, nel 1778 fu nominata appena diciottenne socia dell'Accademia Fiorentina di Belle Arti.
Alla morte del padre avvenuta nel 1779, la giovane, pur avendo espresso il forte desiderio di ritirarsi in convento, si trasferì con la madre a Londra. Qui sua madre, desiderosa di sistemarla convenientemente, riuscì a combinare il matrimonio della figlia con il facoltoso pittore Richard Cosway (1742-1821) famoso miniaturista e primarius pictor del principe di Galles, più anziano di lei di quasi vent'anni. La cerimonia fu celebrata il 18 gennaio 1781 nella chiesa di St. George Hanever Square di Londra.
Quello stesso anno Maria Cosway espose per la prima volta sue opere in una mostra: Rinaldo, Creusa che appare a Enea, e Come la pazienza su un monumento sorride al dolore. La giovane aveva iniziato a dipingere in miniatura dopo il suo arrivo in Inghilterra, avendo conosciuto Angelika Kauffmann, impiegando il suo talento principalmente nella rappresentazione di soggetti mitologici.
Subito dopo le nozze sembra che i suoi modi di fare italiani risultassero così estranei alla società inglese che il marito tenne Maria appartata fino a quando non ebbe padroneggiato appieno la lingua inglese. Richard proibì alla moglie di dipingere, forse per paura dei pettegolezzi che circondavano all'epoca le pittrici. Il suo Autoritratto con le braccia conserte è visto come una risposta alla limitazione del suo lavoro, le sue braccia incrociate come un segno dell'impossibilità di esercitarsi. Allo stesso modo fu ritenuto inappropriato al suo nuovo rango sociale il continuare la carriera come musicista professionista. Col tempo il suo talento fu riconosciuto dal marito che l'aiutò a svilupparlo. Maria Cosway espose le sue opere, comprendenti ritratti e dipinti storici, alla Royal Academy of Arts di Londra dal 1781 fino al 1801. La sua fama artistica si diffuse soprattutto in occasione dell'esposizione del suo ritratto della Duchessa del Devonshire nel personaggio di Cynthia. Tra le sue conoscenti personali c'erano Lady Lyttelton, la scultrice Anne Seymour Damer, la contessa di Aylesbury, Lady Cecilia Johnston e la marchesa di Townshend.
Nel 1784 i Cosway si trasferirono nella splendida residenza di Schomberg House in Pall Mall, dove inaugurarono un salotto alla moda per la mondanità londinese. Richard era Primo Pittore del Principe di Galles, e Maria fece da ospite per artisti, membri della famiglia reale, incluso il Principe, e politici, tra cui Horace Walpole, Gouverneur Morris e James Boswell. La padrona di casa organizzava concerti e rappresentazioni teatrali per i suoi ospiti e divenne famosa come "la dea di Pall-Mall".
Maria Cosway sapeva parlare diverse lingue e grazie ai suoi viaggi in Italia e in Francia costituì una cerchia internazionale di amici, tra i quali Angelica Schuyler Church e l'artista John Trumbull. 
Nell'agosto del 1786, durante una visita alla Halle aux Bleds di Parigi, John Trumbull presentò la ventisettenne Maria Cosways all'allora vedovo Thomas Jefferson, di 43 anni, che era ministro del commercio americano in Francia. La giovane donna affascinò talmente Jefferson da fargli disdire l'impegno preso in precedenza con la Duchessa de La Rochefoucauld e trascorrere con lei il resto della serata al Palais-Royal.
Nel 1789 Maria e il marito ebbero una figlia, Louisa Paolina Angelica, ma la coppia finì col separarsi. Maria viaggiava spesso in Europa; in un'occasione fu accompagnata da Luigi Marchesi, un famoso cantante castrato italiano - di cui Richard Cosway fece un ritratto poi inciso da Luigi Schiavonetti. Contemporaneamente, Richard aveva una relazione con Mary Moser, con la quale viaggiò per sei mesi.
Nel 1796 muore la figlia all'età di sei anni e Maria Cosway si trasferisce temporaneamente a Maleo dalla sorella Bettina. Dal 1803 al 1812 opera a Lione nel campo educativo e fonda il primo collegio. Il 18 febbraio 1812 apre a Lodi il suo Collegio (prima allieva Giuseppina Menrisi) ristrutturando il convento dei frati Minimi (Paolotti) e con l'aiuto di Francesco Melzi d'Eril, duca di Lodi.
Le sue convinzioni pedagogiche escludono imposizioni e metodi troppo autoritari e si rifanno alle teorie di Jean-Jacques Rousseau e Johann Heinrich Pestalozzi. Nelle fanciulle si studiavano i caratteri e le disposizioni naturali e si cercava di sfruttare al massimo il talento che possedevano; si incoraggiano le alunne con premi o sconti sulla retta scolastica; l'obiettivo era formare "buone madri di famiglia, in grado di educare i figli e di fare buona figura in società".
Maria Cosway chiama Elena Solera, (raccomandata dal Vescovo di Pavia Luigi Tosi; nata a Edolo nel 1812) e affida così il destino del proprio Collegio alle "Dame Inglesi", nato nella prima metà del XVII secolo ad opera di Mary Ward originaria dello Yorkshire (Inghilterra settentrionale). Mary e le sue compagne indossavano un vestito uniforme ed austero (non propriamente religioso) e la gente cominciò a chiamarle Dame Inglesi. Elena Solera compì i voti solenni di povertà, castità, obbedienza il 10 aprile 1836, lo stesso giorno dell'insediamento delle Dame Inglesi nel Collegio di Lodi. Nel 1948 il collegio è passato alle suore di carità di Maria Bambina fino al 1978.
L'imperatore Francesco I d'Austria venne personalmente a visitare il suo collegio di Lodi e onorò la Cosway del titolo di Baronessa il 14 novembre 1834.
Morta a Lodi all'età di 79 anni, la baronessa riposa nella locale chiesa di Santa Maria delle Grazie.
Sue incisioni sono conservate nel gabinetto delle stampe del British Museum. La sua figura è stata ripresa nel film Jefferson in Paris (1995).